# Муэффек, Аймен
Аймен Муэффек (фр. Aïmen Moueffek 9 апреля 2001, Вьен, Франция) — французский футболист марокканского происхождения, вингер клуба «Сент-Этьен».

## Карьера
Муэффек - уроженец французского города Вьен, расположенного в регионе Рона — Альпы. Начинал заниматься футболом в командах «АЛСМ» и «Каскол». В возрасте 11 лет перешёл в академию «Сент-Этьена». Выступал за молодёжные команды всех возрастов. В 2019 году, после победы в юношеском кубке Франции, подписал с «Сент-Этьеном» свой первый профессиональный контракт.
С сезона 2019/2020 - игрок второй команды «Сент-Этьена». Дебютировал за неё 10 августа 2019 года в поединке против «Ле Эрбье». Всего за вторую команду провёл шесть матчей.
Перед сезоном 2020/2021 поехал на сборы с основной командой, принял участие в товарищеских встречах. 17 сентября 2020 года дебютировал в Лиге 1 поединком против марсельского «Олимпика», выйдя на поле на 9-й минуте вместо получившего повреждение капитана Матьё Дебюши.
Несмотря на свои марокканские корни, выступает за юношеские сборные Франции.